# كرشيمير كوزينا
كرشيمير كوزينا (بالكرواتية: Krešimir Kozina) مواليد 25 يونيو 1990 في جمهورية يوغوسلافيا الاشتراكية الاتحادية، هو لاعب كرة يد كرواتي. يلعب حاليا مع نادي فوكس برلين لكرة اليد ويحمل الرقم 44. مثل منتخب كرواتيا لكرة اليد. شارك في دورة الألعاب الأولمبية الصيفية سنة 2016.

## المسيرة الاحترافية
لعب مع نادي فلنسبورغ هاندفيت لكرة اليد في الدوري الألماني في موسم 2015-2016، ثم لعب مع نادي فوكس برلين لكرة اليد في موسم 2016-2017، ثم انتقل إلى فغيش أوف غوبينغن في الدوري الألماني في سنة 2017.

## سجل المنافسة
شارك في البطولات التالية:
- بطولة أوروبا لكرة اليد للرجال 2016
- الألعاب الأولمبية الصيفية 2016

## الإنجازات
- الدوري الكرواتي لكرة اليد
  - الوصافة: 2008، 2011-12، 2012–13
- الدوري الألماني لكرة اليد
  - الوصافة: 2015–16
- كأس الاتحاد الألماني لكرة اليد
  - النهائي: 2016
- بطولة العالم لكرة اليد للرجال شباب: 2009 - الأول
- بطولة أوروبا لكرة اليد للرجال: 2016 -المركز الثالث
- كرة اليد في الألعاب الأولمبية الصيفية 2016 – مسابقة الرجال - الخامس

## روابط خارجية
- كرشيمير كوزينا على موقع الاتحاد الأوروبي لكرة اليد (الإنجليزية)
- كرشيمير كوزينا على موقع أوليمبيديا (الإنجليزية)